# Colletes rozeni
Colletes rozeni är en biart som beskrevs av Kuhlmann 2005. Colletes rozeni ingår i släktet sidenbin, och familjen korttungebin. Inga underarter finns listade i Catalogue of Life.